# Fussball Club Erzgebirge Aue 1994-1995
Questa voce raccoglie le informazioni riguardanti il Fussball Club Erzgebirge Aue nelle competizioni ufficiali della stagione 1994-1995.

## Stagione
Nella stagione 1994-1995 l'Erzgebirge Aue, allenato da Lutz Lindemann, concluse il campionato di Regionalliga nordest al 9º posto.

## Rosa
| N. |                     | Ruolo | Calciatore         |
| -- | ------------------- | ----- | ------------------ |
|    | Germania (bandiera) | P     | Sven Beuckert      |
|    | Germania (bandiera) | P     | Jörg Weißflog      |
|    | Benin (bandiera)    | D     | Moudachirou Amadou |
|    | Germania (bandiera) | D     | Enrico Heim        |
|    | Germania (bandiera) | D     | Jens Kempe         |
|    | Germania (bandiera) | D     | Detlef Müller      |
|    | Germania (bandiera) | D     | Jörg Palke         |
|    | Germania (bandiera) | D     | Jan Schmidt        |
|    | Germania (bandiera) | D     | Frank Seinig       |
|    | Germania (bandiera) | D     | Uwe Vogel          |
|    | Germania (bandiera) | C     | Rene Bley          |
|    | Germania (bandiera) | C     | Jens Haustein      |

| N. |                             | Ruolo | Calciatore                |
| -- | --------------------------- | ----- | ------------------------- |
|    | Germania (bandiera)         | C     | Thorsten Jung             |
|    | Germania (bandiera)         | C     | Jörg Leonhardt            |
|    | Rep. del Congo (bandiera)   | C     | Francis Makaya-Tschitenbo |
|    | Germania (bandiera)         | C     | Torsten Pöhland           |
|    | Germania (bandiera)         | C     | Frank Rietschel           |
|    | Irlanda del Nord (bandiera) | C     | Danny Sonner              |
|    | Germania (bandiera)         | C     | Ronny Thielemann          |
|    | Germania (bandiera)         | A     | Maik Faßl                 |
|    | Paesi Bassi (bandiera)      | A     | John Hoeks                |
|    | Germania (bandiera)         | A     | Danilo Kunze              |
|    | Croazia (bandiera)          | A     | Boris Lucic               |
|    | Germania (bandiera)         | A     | Mirko Ullmann             |

## Organigramma societario
Area tecnica
- Allenatore: Lutz Lindemann
- Allenatore in seconda:
- Preparatore dei portieri:
- Preparatori atletici:
- Analisi video:

## Calciomercato

### Sessione estiva
| Acquisti | Acquisti      | Acquisti | Acquisti |
| R.       | Nome          | da       | Modalità |
| -------- | ------------- | -------- | -------- |
| C        | Jens Haustein | Chemnitz |          |
| A        | John Hoeks    | N.E.C.   |          |
| A        | Danilo Kunze  | Chemnitz |          |

| Cessioni | Cessioni      | Cessioni         | Cessioni |
| R.       | Nome          | a                | Modalità |
| -------- | ------------- | ---------------- | -------- |
| C        | Ronald Färber | Plauen           |          |
| C        | Mirko Reichel | Waldhof Mannheim |          |
| D        | Jan Schmidt   | TeBe Berlino     |          |

## Risultati

### Regionalliga

#### Girone di andata
| Arbitro: | Cyrklaff |

|           |           |            |
| Lucic 88’ | Marcatori | 39’ Kuhlow |

| Arbitro: | Brandt-Chollé |

|                                   |           |                                    |
| Feetz 4’ (rig.) Klee 30’ Baum 42’ | Marcatori | 10’ Sonner 60’ Leonhardt 65’ Kunze |

| Arbitro: | Voigt |

|                         |           |              |
| Lucic 13’ Leonhardt 88’ | Marcatori | 89’ Weinrich |

| Arbitro: | Pöckelmann |

|  |           |                      |
|  | Marcatori | 74’ Palke 81’ Sonner |

| Arbitro: | Weber |

|                                           |           |  |
| Kunze 4’, 46’ Heim 70’, 85’ Leonhardt 81’ | Marcatori |  |

| Arbitro: | Kiefer |

|                        |           |                   |
| Fährmann 47’ Gezen 73’ | Marcatori | 86’ (rig.) Sonner |

| Arbitro: | Augar |

|                                                    |           |           |
| Lucic 2’, 38’ Kunze 12’, 70’ Makaya-Tschitenbo 47’ | Marcatori | 61’ Ringk |

| Arbitro: | Müller |

|         |           |                             |
| Dau 89’ | Marcatori | 46’ (rig.) Sonner 73’ Kunze |

| Arbitro: | Keßler |

|                    |           |                                        |
| Heim 74’ Lucic 81’ | Marcatori | 49’, 78’ Steffen 55’ Müller 79’ Hennig |

| Arbitro: | Weise |

|  |           |                |
|  | Marcatori | 64’, 73’ Kunze |

| Arbitro: | Heynemann |

|  |           |                    |
|  | Marcatori | 15’, 68’ Raičković |

| Arbitro: | Habermann |

|                             |           |  |
| Markov 38’, 86’ Rehbein 80’ | Marcatori |  |

| Berlino 6 novembre 1994, ore 14:00 CET 13ª giornata | Türkiyemspor Berlino | 0 – 0 referto | Erzgebirge Aue | Friedrich-Ludwig-Jahn-Sportpark (350 spett.)\| Arbitro: \| Matschulla \| |
| Arbitro:                                            | Matschulla           |               |                |                                                                          |

| Arbitro: | Görges |

|                                  |           |                            |
| Kunze 33’, 85’ Sonner 80’ (rig.) | Marcatori | 7’ Hintz 63’ (rig.) Schulz |

| Arbitro: | Bley |

|                       |           |                     |
| Hoßmang 13’ Vogel 80’ | Marcatori | 28’ Kempe 53’ Kunze |

| Arbitro: | Weise |

|                      |           |           |
| Ullmann 5’ Lucic 21’ | Marcatori | 38’ Weber |

| Arbitro: | Voigt |

|              |           |  |
| Backasch 61’ | Marcatori |  |

#### Girone di ritorno
| Berlino 5 febbraio 1995, ore 13:30 CET 18ª giornata | Reinickendorfer Füchse | 0 – 0 referto | Erzgebirge Aue | Stadion Freiheitsweg (701 spett.)\| Arbitro: \| Habermann \| |
| Arbitro:                                            | Habermann              |               |                |                                                              |

| Arbitro: | Robel |

|           |           |                    |
| Lucic 66’ | Marcatori | 15’, 54’ Nickeleit |

| Arbitro: | Scheibel |

|            |           |  |
| Helbig 79’ | Marcatori |  |

| Arbitro: | Weber |

|                          |           |  |
| Kunze 65’ Thielemann 90’ | Marcatori |  |

| Arbitro: | Reck |

|           |           |                                     |
| Thamke 9’ | Marcatori | 3’ Sonner 70’ Schmidt 83’ Leonhardt |

| Arbitro: | Keßler |

|  |           |              |
|  | Marcatori | 58’ Fährmann |

| Arbitro: | Haack |

|            |           |  |
| Ludwig 44’ | Marcatori |  |

| Arbitro: | Müller |

|             |           |              |
| Ullmann 28’ | Marcatori | 84’ Gebhardt |

| Berlino 8 aprile 1995, ore 14:00 CEST 26ª giornata | FC Berlino | 0 – 0 referto | Erzgebirge Aue | Sportforum Hohenschönhausen (421 spett.)\| Arbitro: \| Wendorf \| |
| Arbitro:                                           | Wendorf    |               |                |                                                                   |

| Arbitro: | Toschek |

|                                |           |                      |
| Schneider 45’ (aut.) Lucic 63’ | Marcatori | 6’ Rettig 53’ Benken |

| Arbitro: | Heynemann |

|                               |           |  |
| Zimmermann 53’ Nedić 58’, 81’ | Marcatori |  |

| Arbitro: | Weise |

|                  |           |                                 |
| Schmidt 26’, 77’ | Marcatori | 41’ Markov 68’ Boer 81’ Rehbein |

| Arbitro: | Cyrklaff |

| |           |  |
| Kunze 37’, 46’ (rig.), 53’, 81’, 86’ Rietschel 45’ Ullmann 58’, 82’ Makaya-Tschitenbo 70’ Amadou 79’ | Marcatori |  |

| Rathenow 13 maggio 1995, ore 14:00 CEST 31ª giornata | Optik Rathenow | 0 – 0 referto | Erzgebirge Aue | Stadion Vogelgesang (603 spett.)\| Arbitro: \| Brandt-Chollé \| |
| Arbitro:                                             | Brandt-Chollé  |               |                |                                                                 |

| Arbitro: | Lehmann |

|  |           |                                |
|  | Marcatori | 43’ Pordzik 55’ Hain 85’ Kunze |

| Arbitro: | Sax |

|                                                           |           |  |
| Bartz 68’ Schwöbel 69’ Wenzel 74’, 84’ Culafic 88’ (rig.) | Marcatori |  |

| Aue-Bad Schlema 3 giugno 1995, ore 14:00 CEST 34ª giornata | Erzgebirge Aue | 0 – 0 referto | TeBe Berlino | Erzgebirgsstadion (2 500 spett.)\| Arbitro: \| Weber \| |
| Arbitro:                                                   | Weber          |               |              |                                                         |

## Statistiche

### Statistiche di squadra
| Competizione         | Punti | In casa | In casa | In casa | In casa | In casa | In casa | In trasferta | In trasferta | In trasferta | In trasferta | In trasferta | In trasferta | Totale | Totale | Totale | Totale | Totale | Totale | DR |
| Competizione         | Punti | G       | V       | N       | P       | Gf      | Gs      | G            | V            | N            | P            | Gf           | Gs           | G      | V      | N      | P      | Gf     | Gs     | DR |
| -------------------- | ----- | ------- | ------- | ------- | ------- | ------- | ------- | ------------ | ------------ | ------------ | ------------ | ------------ | ------------ | ------ | ------ | ------ | ------ | ------ | ------ | -- |
| Regionalliga nordest | 43    | 17      | 7       | 4       | 6       | 38      | 24      | 17           | 4            | 6            | 7            | 15           | 23           | 34     | 11     | 10     | 13     | 53     | 47     | +6 |
| Totale               | 43    | 17      | 7       | 4       | 6       | 38      | 24      | 17           | 4            | 6            | 7            | 15           | 23           | 34     | 11     | 10     | 13     | 53     | 47     | +6 |

### Andamento in campionato
| Giornata  | 1 | 2 | 3 | 4 | 5 | 6 | 7 | 8 | 9 | 10 | 11 | 12 | 13 | 14 | 15 | 16 | 17 | 18 | 19 | 20 | 21 | 22 | 23 | 24 | 25 | 26 | 27 | 28 | 29 | 30 | 31 | 32 | 33 | 34 |
| --------- | - | - | - | - | - | - | - | - | - | -- | -- | -- | -- | -- | -- | -- | -- | -- | -- | -- | -- | -- | -- | -- | -- | -- | -- | -- | -- | -- | -- | -- | -- | -- |
| Luogo     | C | T | C | T | C | T | C | T | C | T  | C  | T  | T  | C  | T  | C  | T  | T  | C  | T  | C  | T  | C  | T  | C  | T  | C  | T  | C  | C  | T  | C  | T  | C  |
| Risultato | N | N | V | V | V | P | V | V | P | V  | P  | P  | N  | V  | N  | V  | P  | N  | P  | P  | V  | V  | P  | P  | N  | N  | N  | P  | P  | V  | N  | P  | P  | N  |
| Posizione | 6 | 6 | 4 | 4 | 1 | 3 | 2 | 1 | 3 | 1  | 3  | 7  | 6  | 5  | 4  | 4  | 4  | 4  | 7  | 9  | 8  | 7  | 8  | 8  | 8  | 8  | 8  | 9  | 9  | 9  | 9  | 9  | 9  | 9  |

Legenda:

Luogo: C = Casa; T = Trasferta. Risultato: V = Vittoria; N = Pareggio; P = Sconfitta.

### Statistiche dei giocatori
| M. Amadou            | 34 | 1  | 5 | 0 |
| S. Beuckert          | 15 | 0  | 1 | 0 |
| R. Bley              | 7  | 0  | 0 | 0 |
| M. Faßl              | 27 | 0  | 6 | 2 |
| J. Haustein          | 34 | 0  | 7 | 1 |
| E. Heim              | 16 | 3  | 2 | 0 |
| J. Hoeks             | 6  | 0  | 2 | 0 |
| T. Jung              | 2  | 0  | 0 | 0 |
| J. Kempe             | 33 | 1  | 4 | 0 |
| D. Kunze             | 32 | 17 | 4 | 1 |
| J. Leonhardt         | 25 | 4  | 0 | 0 |
| B. Lucic             | 27 | 8  | 5 | 3 |
| F. Makaya-Tschitenbo | 16 | 2  | 0 | 0 |
| D. Müller            | 6  | 0  | 2 | 0 |
| J. Palke             | 34 | 1  | 6 | 0 |
| T. Pöhland           | 2  | 0  | 0 | 0 |
| F. Rietschel         | 26 | 1  | 3 | 1 |
| J. Schmidt           | 11 | 3  | 3 | 0 |
| F. Seinig            | 2  | 0  | 1 | 0 |
| D. Sonner            | 21 | 6  | 4 | 0 |
| R. Thielemann        | 12 | 1  | 1 | 0 |
| M. Ullmann           | 20 | 4  | 3 | 0 |
| U. Vogel             | 4  | 0  | 0 | 0 |
| J. Weißflog          | 20 | 0  | 0 | 1 |